# Reformierte Kirche (Lage)

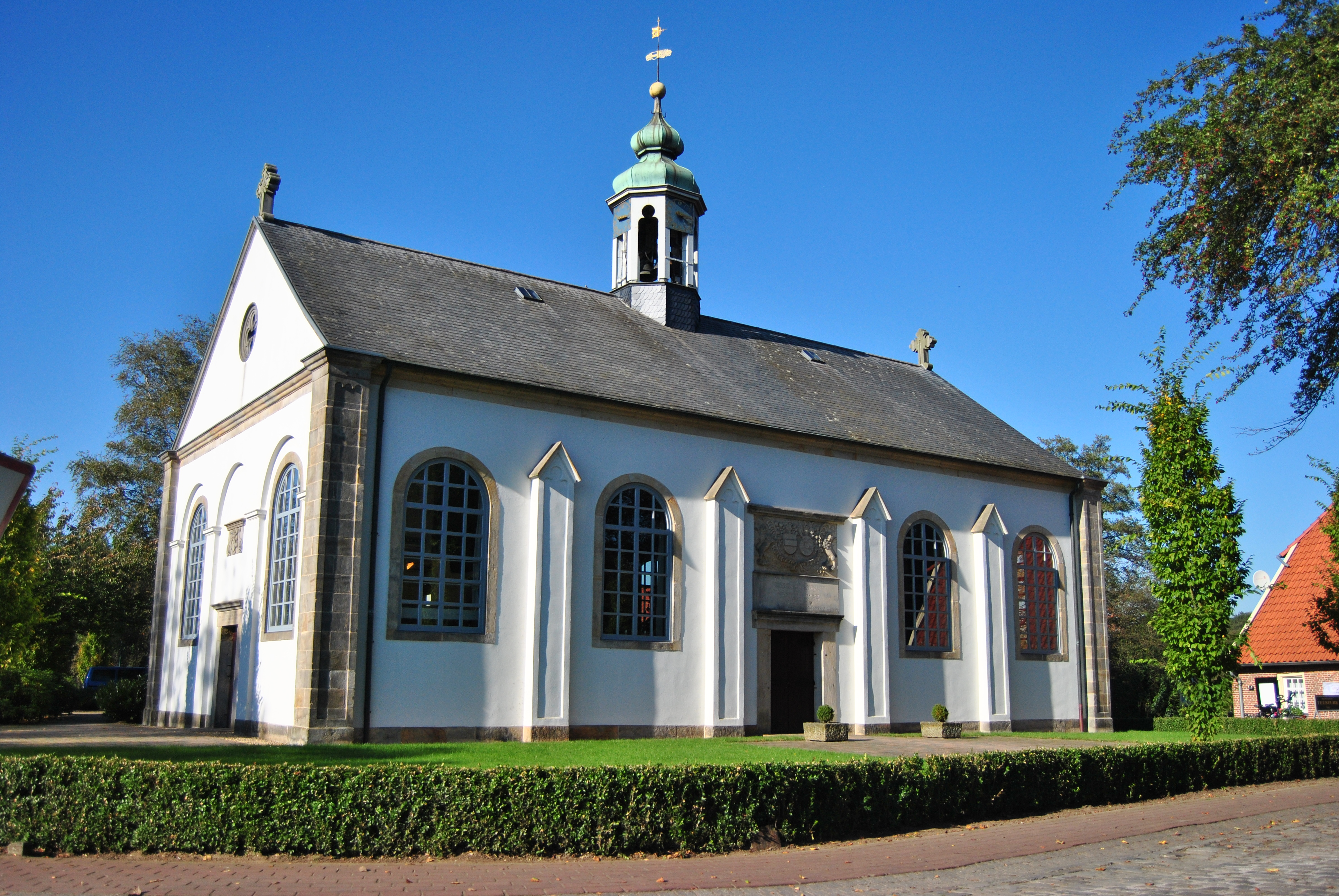
Reformierte Kirche

Die Reformierte Kirche steht an der Dorfstraße Ecke Eichenallee von Lage, einer Gemeinde im Landkreis Grafschaft Bentheim in Niedersachsen. Die Kirchengemeinde gehört zur Evangelisch-reformierten Landeskirche.

## Beschreibung
Am 11. Juni 1687 legte Amadea von Flodroff den Grundstein zum Bau der Kirche. Die Saalkirche mit fünf Jochen ist mit einem Satteldach bedeckt, aus dessen Mitte sich ein achtseitiger, offener Dachreiter erhebt, in dem die Kirchenglocken hängen. Das Kirchenschiff ist sowohl an den Längs- als auch an den Stirnseiten mit Bogenfenstern ausgestattet. Im 19. Jahrhundert wurde die Kirche in einer neugotischen Formensprache verändert. 
Über dem Portal an einer Längsseite befindet sich das Wappen der Amadea van Raefelt. Die Kanzel wurde um 1700 geschaffen. Die Orgel mit elf Registern, einem Manual und einem Pedal wurde 1856 von Carl Haupt gebaut.